# ویویز
ویویز (کره‌ای: 비비지; لاتین‌نویسی اصلاح‌شده: Bibiji; انگلیسی: Viviz) گروه دخترانه اهل کره جنوبی تشکیل شده توسط بی‌پی‌ام انترتینمنت است. این گروه متشکل از اعضای سابق گروه جی‌فرند است: اونها، شین‌بی و اومجی. ویویز در ۹ فوریه ۲۰۲۲ با انتشار نخستین آلبوم چندآهنگه خود فعالیتش را آغاز کرد... 

## اعضا
- اونها (کره‌ای: 은하)
- شین‌بی (کره‌ای: 신비)
- اومجی (کره‌ای: 엄지)

## ترانه‌شناسی

### آلبوم‌های چندآهنگه
| عنوان       | جزئیات                                                                                  | بهترین موقعیت جدول | بهترین موقعیت جدول | فروش                                       |
| عنوان       | جزئیات                                                                                  | کره جنوبی          | ژاپن               | فروش                                       |
| ----------- | --------------------------------------------------------------------------------------- | ------------------ | ------------------ | ------------------------------------------ |
| پرتوی منشور | - انتشار: ۹ فوریه ۲۰۲۲ - ناشر: بی‌پی‌ام انترتینمنت - فرمت: سی‌دی، دانلود دیجیتال، استریم   | ۲                  | ۴۲                 | - کره جنوبی: ۵۰٬۰۰۰ - ژاپن: ۱٬۱۴۱ (فیزیکی) |
| سامر وایب   | - انتشار: ۶ ژوئیه ۲۰۲۲ - ناشر: بی‌پی‌ام انترتینمنت - فرمت: سی‌دی، دانلود دیجیتال، استریم   | ۸                  | ۴۵                 | - کره جنوبی: ۷۸٬۷۷۴ - ژاپن: ۱٬۰۰۵ (فیزیکی) |
| گوناگون     | - انتشار: ۳۱ ژانویه ۲۰۲۳ - ناشر: بی‌پی‌ام انترتینمنت - فرمت: سی‌دی، دانلود دیجیتال، استریم | ۴                  | ۴۰                 | - کره جنوبی: ۸۲٬۹۳۲ - ژاپن: ۱٬۲۸۶ (فیزیکی) |

### تک‌آهنگ‌ها
| عنوان                                                                         | سال  | بهترین موقعیت جدول | بهترین موقعیت جدول | بهترین موقعیت جدول | آلبوم             |
| عنوان                                                                         | سال  | کره جنوبی گائون    | کره جنوبی تک‌آهنگ   | آمریکا جهانی       | آلبوم             |
| ----------------------------------------------------------------------------- | ---- | ------------------ | ------------------ | ------------------ | ----------------- |
| «باپ باپ»                                                                     | ۲۰۲۲ | ۱۰۲                | ۶۰                 | ۵                  | پرتو منشور        |
| «Loveade»                                                                     | ۲۰۲۲ | ۱۹۱                | —                  | —                  | سامر وایب         |
| «رام رام پاپ»                                                                 | ۲۰۲۲ | —                  | —                  | —                  | تک‌آهنگ بدون آلبوم |
| «Pull Up»                                                                     | ۲۰۲۳ | ۱۵۱                | —                  | —                  | گوناگون           |
| نشانهٔ «—» مواردی را نشان می‌دهد که در آن کشور منتشر نشده یا به جدول نرسیده‌اند. |      |                    |                    |                    |                   |